# The Knockout
The Knockout (br: Dois heróis / pt: Charlot árbitro) é um filme mudo de curta-metragem estadunidense de 1914, do gênero comédia, produzido por Mack Sennett para os Estúdios Keystone, e dirigido por Charkes Avery.
Charles Chaplin faz uma pequena ponta no filme e Roscoe Arbuckle faz o personagem principal.

## Sinopse
Dois vagabundos decidem fingir uma luta de exibição de boxe para um promotor. No entanto, Pug, um tipo de bom coração porém atrapalhado, enfrenta um grupo de atrevidos que incomoda sua namorada. Impressionados por suas habilidades, decidem fazê-lo passar por Cyclone Flynn, o campeão, e a participar de uma luta. Porém, o verdadeiro Cyclone Flynn aparece, e eles se enfrentam dentro e fora do ringue.

## Elenco
- Roscoe Arbuckle .... Pug
- Minta Durfee .... namorada de Pug
- Edgar Kennedy .... Cyclone Flynn
- Charles Chaplin .... árbitro

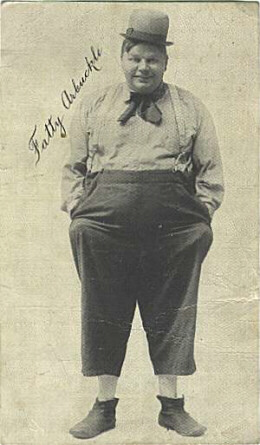
Roscoe "Fatty" Arbuckle

- Frank Opperman .... promotar da luta
- Al St. John .... rival de Pug
- Hank Mann .... Though
- Mack Swain .... apostador